# EMD F40C
Die EMD F40C ist eine dieselelektrische Lokomotive, die von EMD zwischen März und Mai 1974 für den Vorortverkehr gebaut wurde. Sie ist mit einem 16-Zylinder-Motor der Bauart EMD 645 ausgerüstet, der 3200 PS (2390 kW) entwickeln kann. Die 15 gebauten Lokomotiven haben denselben Rahmen wie die EMD SD40-2 und sind damit ebenfalls 20,98 m lang. Sie wurden mit öffentlichen Mitteln beschafft, um den Pendlerverkehr auf den Linien der Chicago, Milwaukee, St. Paul and Pacific Railroad (Milwaukee Road) westlich und nördlich von Chicago nach Elgin und Fox Lake in Illinois zu verbessern. Später wurden sie Teil der Lokomotivflotte von METRA. 1973 und 1974 wurden von Amtrak baugleiche Lokomotiven der Klasse EMD SDP40F beschafft, die allerdings mit Dampfgeneratoren ausgerüstet waren.
Alle Lokomotiven wurden 2003 und 2004 mit der Inbetriebnahme der neuen Serie MP36PH außer Dienst gestellt. 13 Lokomotiven wurden an Leasinggesellschaften verkauft, während die zwei Fahrzeuge 611 und 614 im Betriebshof Western Avenue vorgehalten wurden. Im Frühjahr 2009 wurden die Fahrzeuge 611 und 614 für den regulären Einsatz auf den früheren Vorortlinien der Milwaukee Road reaktiviert, um den Fahrzeugmangel während der Umbauarbeiten an den ältesten Fahrzeugen der Reihe EMD F40PH auszugleichen. Die F40C zählen zusammen mit den EMD SD70MAC der Alaska Railroad zu den letzten sechsachsigen Diesellokomotiven, die noch regulär im Personenzugverkehr in Nordamerika eingesetzt werden.
Die Fahrzeuge wurden in zwei Losen 73612 (13 Fahrzeuge) und 73689 (2 Fahrzeuge) bei EMD bestellt. Bei Metra erhielten sie Taufnamen.
| Seriennummer | Baudatum   | MILW road # | Metra road # | Name                    |
| ------------ | ---------- | ----------- | ------------ | ----------------------- |
| 73612-1      | April 1974 | 51          | 611          | Village of Ontarioville |
| 73612-2      | April 1974 | 52          | 612          | State of Illinois       |
| 73612-3      | April 1974 | 40          | 600          | Village of Bartlett     |
| 73612-4      | April 1974 | 41          | 601          | City of Elgin           |
| 73612-5      | April 1974 | 42          | 602          | Village of Bensenville  |
| 73612-6      | April 1974 | 43          | 603          | Village of Schaumburg   |
| 73612-7      | April 1974 | 44          | 604          | Village of Elmwood Park |
| 73612-8      | April 1974 | 45          | 605          | Village of Hanover Park |
| 73612-9      | April 1974 | 46          | 606          | Village of Itasca       |
| 73612-10     | April 1974 | 47          | 607          | Village of River Grove  |
| 73612-11     | April 1974 | 48          | 608          | Village of Roselle      |
| 73612-12     | Mai 1974   | 49          | 609          | Village of Streamwood   |
| 73612-13     | Mai 1974   | 50          | 610          | City of Wood Dale       |
| 73689-1      | Mai 1974   | 53          | 613          | Village of Round Lake   |
| 73689-2      | Mai 1974   | 54          | 614          | Edward F. Brabec        |